# Classique d'Irlande de snooker
Le Classique d'Irlande (en anglais Irish Classic de 2007 à 2010 puis Lucan Racing Classic en 2011) est un tournoi professionnel de snooker sur invitation concernant principalement les joueurs irlandais et nord-irlandais.

## Histoire
Le tournoi a eu lieu pour la première fois au Raphael's Snooker Club de Lucan dans la banlieue de Dublin (Irlande) lors de la saison 2007-2008. Dès l'année suivante, se déroule au Celbridge Snooker Club de Kildare, en Irlande. Fergal O'Brien est à la fois l'organisateur depuis la première édition et le plus titré avec deux succès.

## Palmarès
| Année                            | Ville                            | Vainqueur                        | Finaliste                        | Score                            | Saison                           |
| Classique d'Irlande (non-classé) | Classique d'Irlande (non-classé) | Classique d'Irlande (non-classé) | Classique d'Irlande (non-classé) | Classique d'Irlande (non-classé) | Classique d'Irlande (non-classé) |
| -------------------------------- | -------------------------------- | -------------------------------- | -------------------------------- | -------------------------------- | -------------------------------- |
| 2007                             | Lucan                            | David Morris                     | Fergal O'Brien                   | 5–3                              | 2007-2008                        |
| 2008                             | Kildare                          | Ken Doherty                      | Fergal O'Brien                   | 5–2                              | 2008-2009                        |
| 2009                             | Kildare                          | Joe Swail                        | Fergal O'Brien                   | 5–0                              | 2009-2010                        |
| 2010                             | Kildare                          | Fergal O'Brien                   | Michael Judge                    | 5–1                              | 2010-2011                        |
| 2011                             | Kildare                          | Fergal O'Brien                   | Ken Doherty                      | 5–2                              | 2011-2012                        |